# Leierfische
Die Familie der Leierfische (Callionymidae) ist eine Gruppe der Barschverwandten (Percomorphaceae). Es gibt 20 Gattungen und über 190 Arten.

## Verbreitung
Fast alle sind bodenbewohnende Fische des tropischen Indopazifiks. Im Mittelmeer leben sieben Arten der Gattung Callionymus. Leierfische leben auf Sandböden und Riffen.

## Aussehen
Leierfische sind kleine langgestreckte, schuppenlose Bodenfische. Sie haben zwei Rückenflossen, die erste hat ein bis vier Hartstrahlen (bei zwei Arten fehlt sie ganz). Es gibt bei vielen Arten einen Geschlechtsdimorphismus; Männchen haben meist eine größere und farbenprächtigere erste Rückenflosse. Die Bauchflossen sind sehr groß und stehen weit auseinander. Leierfische benutzen die Bauchflossen als Stützen, wenn sie auf dem Boden ruhen. Der Kopf ist groß, von oben gesehen dreieckig, das Maul klein und zugespitzt. Die Augen sitzen oben. Der Vorderkiemendeckel trägt einen kräftigen Dorn, der mit Widerhaken besetzt sein kann, der Kiemendeckel ist stachellos. Die Kiemenöffnung ist nur klein und liegt auf der Kopfoberseite. Das Seitenlinienorgan ist vollständig. Leierfische werden je nach Art zwei bis 30 Zentimeter lang. Viele Leierfische sind sehr farbenprächtig.
Flossenformel: Dorsale 0-IV/5-11, Anale 4-10

## Gattungen und Arten
- Gattung Anaora Gray, 1835
  - Anaora tentaculata Gray, 1835

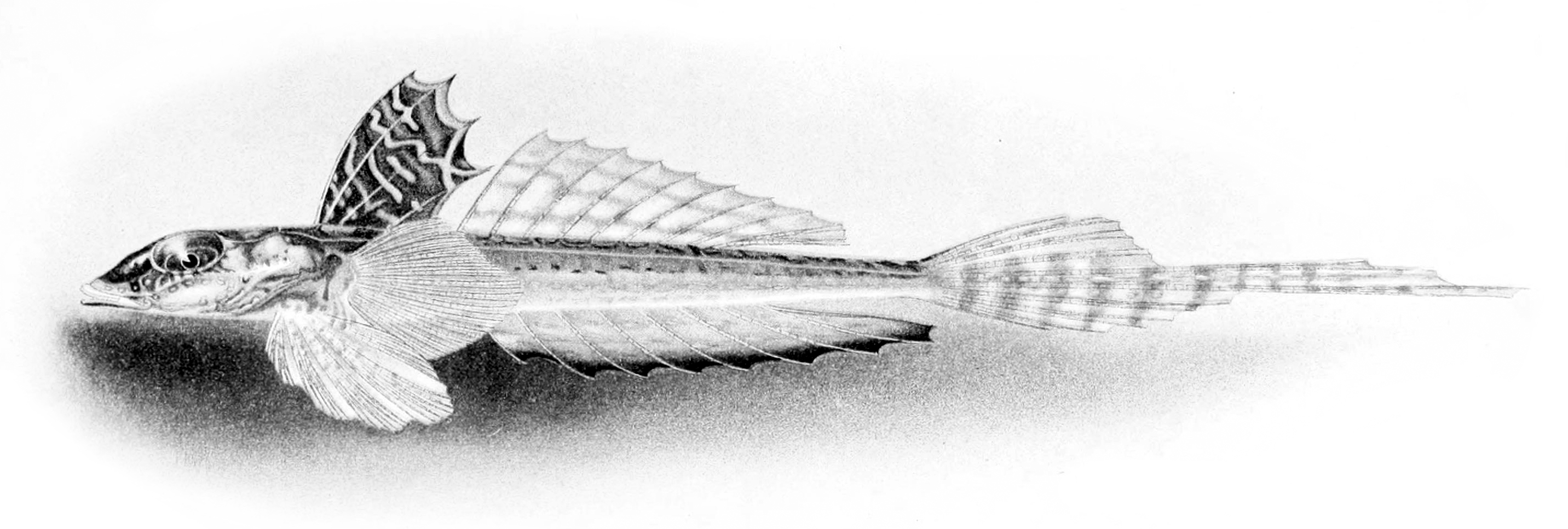
Callionymus caeruleonotatus

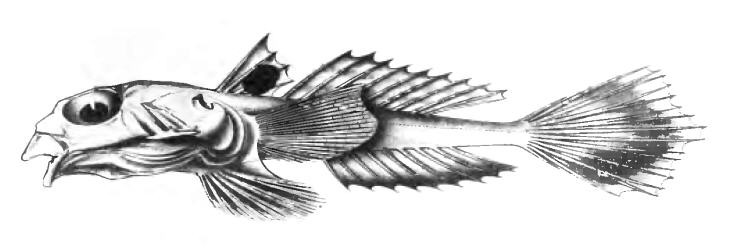
Callionymus carebares

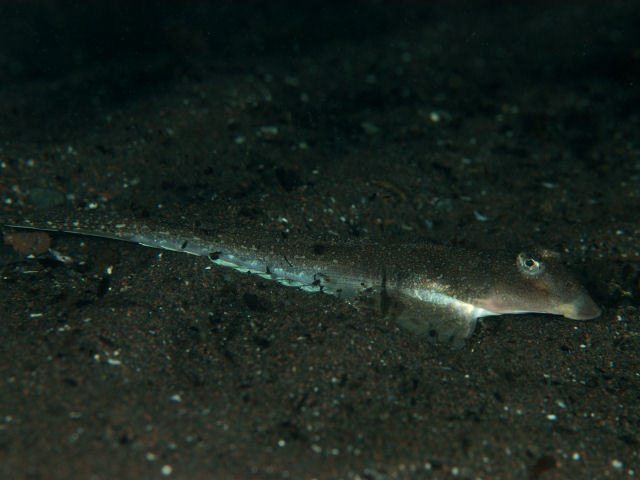
Callionymus curvicornis

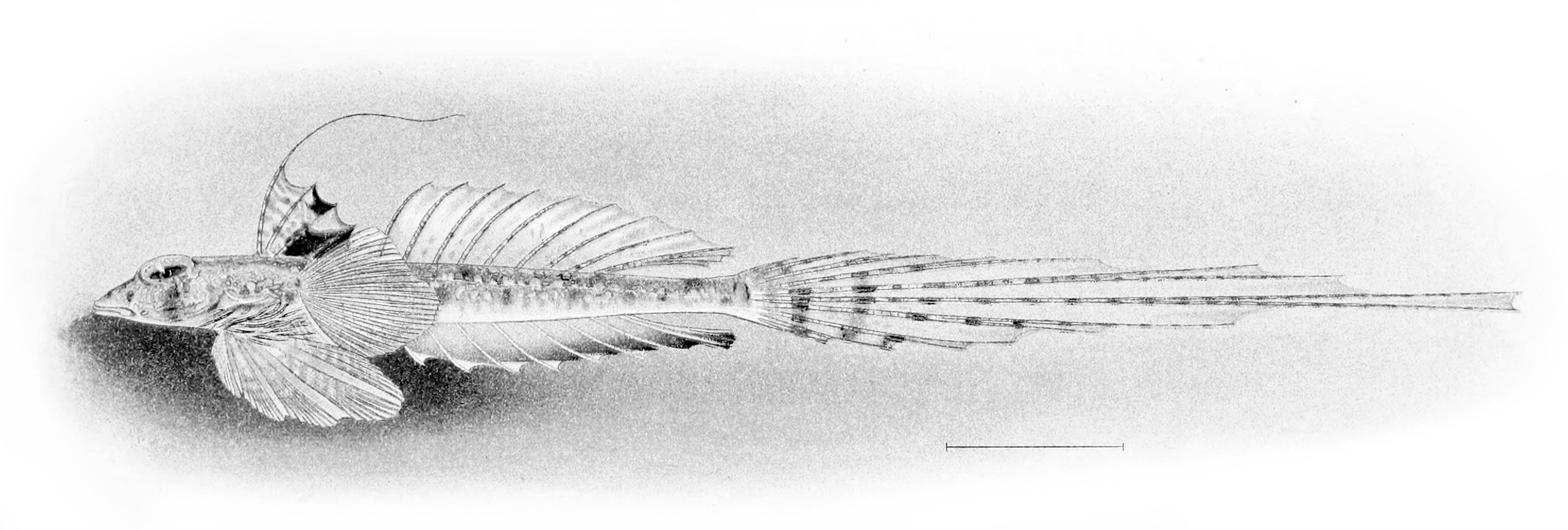
Callionymus decoratus

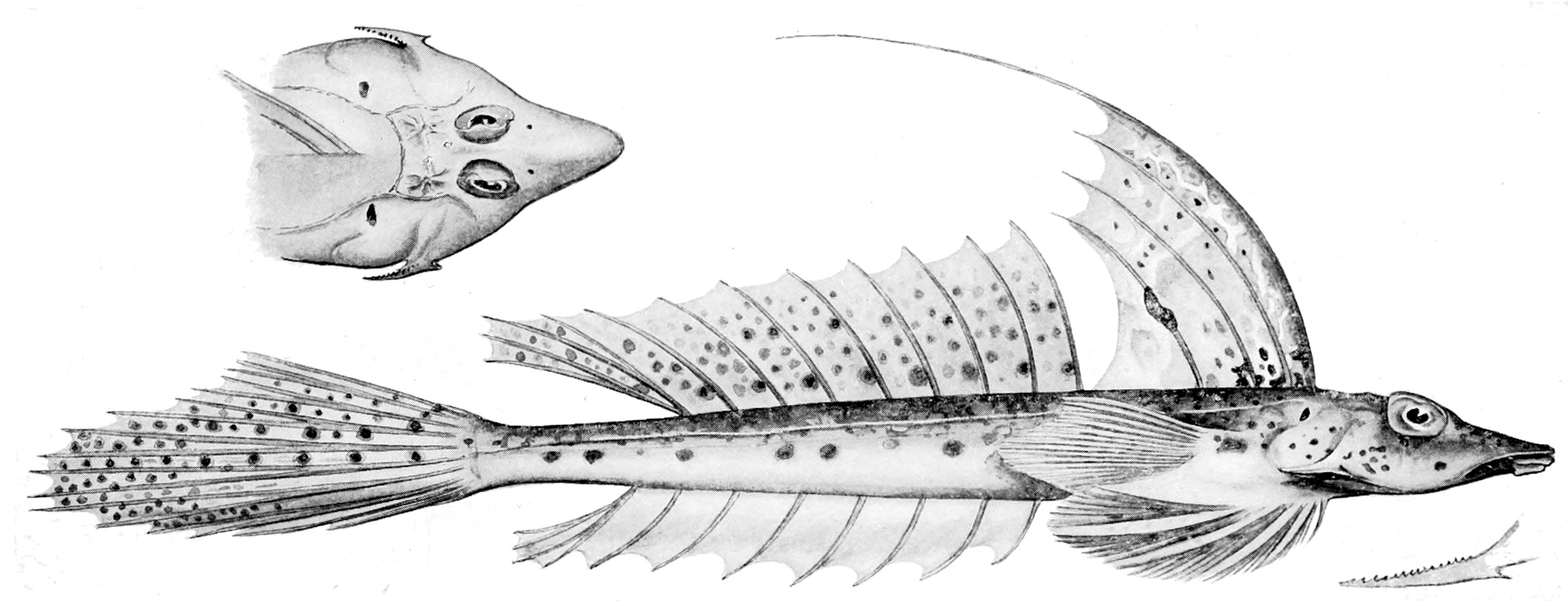
Callionymus grossi

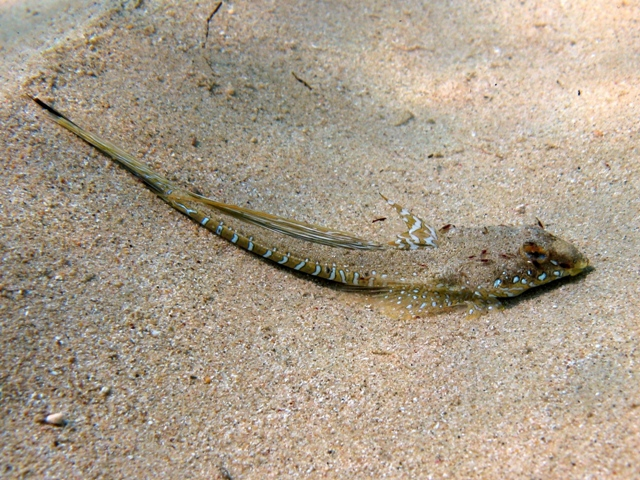
Callionymus pusillus

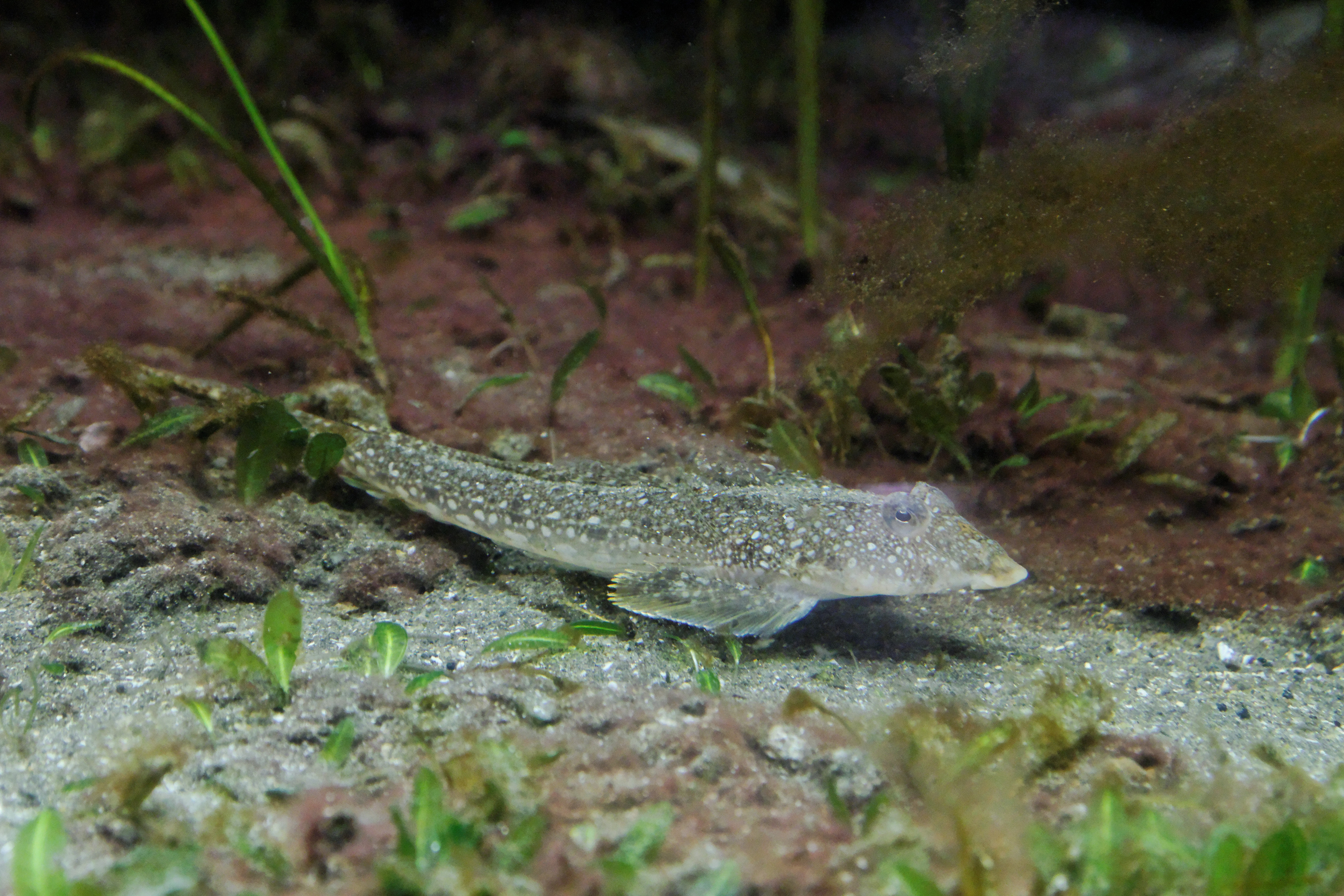
Callionymus richardsonii

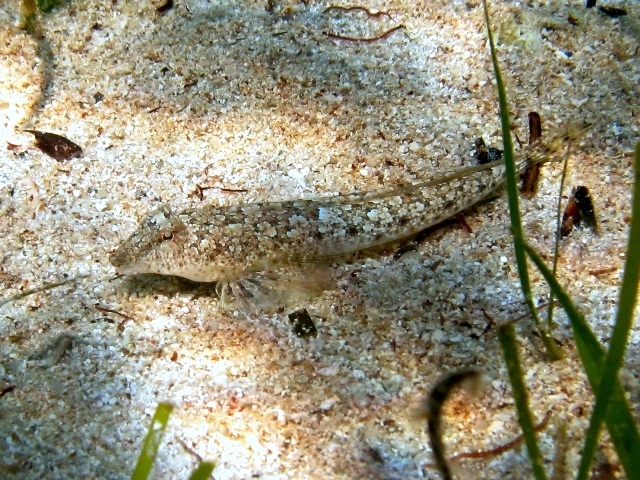
Callionymus risso

- Gattung Bathycallionymus Nakabo, 1982
  - Bathycallionymus kaianus (Günther, 1880)
  - Bathycallionymus sokonumeri (Kamohara, 1936)
- Gattung Callionymus Linnaeus, 1758
  - Callionymus aagilis Fricke, 1999
  - Callionymus acutirostris Fricke, 1981
  - Callionymus afilum Fricke, 2000
  - Callionymus africanus (Kotthaus, 1977)
  - Callionymus alisae Fricke, 2016
  - Callionymus altipinnis Fricke, 1981
  - Callionymus amboina Suwardji, 1965
  - Callionymus annulatus Weber, 1913
  - Callionymus australis Fricke, 1983
  - Callionymus belcheri Richardson, 1844
  - Callionymus beniteguri Jordan & Snyder, 1900
  - Callionymus bentuviai Fricke, 1981
  - Callionymus bifilum Fricke, 2000
  - Callionymus bleekeri Fricke, 1983
  - Callionymus boucheti Fricke, 2017
  - Callionymus carebares Alcock, 1890
  - Callionymus colini Fricke, 1993
  - Callionymus comptus Randall, 1999
  - Callionymus cooperi Regan, 1908
  - Callionymus corallinus Gilbert, 1905
  - Callionymus curvicornis Valenciennes, 1837
  - Callionymus decoratus (Gilbert, 1905)
  - Callionymus delicatulus Smith, 1963
  - Callionymus doryssus Jordan & Fowler, 1903
  - Callionymus draconis Nakabo, 1977
  - Callionymus enneactis Bleeker, 1879
  - Callionymus erythraeus Ninni, 1934
  - Callionymus fasciatus Valenciennes, 1837
  - Callionymus filamentosus Valenciennes, 1837
  - Callionymus flavus Fricke, 1983
  - Callionymus fluviatilis Day, 1876
  - Callionymus formosanus Fricke, 1981
  - Callionymus futuna Fricke, 1998
  - Callionymus gardineri Regan, 1908
  - Callionymus goodladi (Whitley, 1944)
  - Callionymus grossi Ogilby, 1910
  - Callionymus guentheri Fricke, 1981
  - Callionymus hainanensis Li, 1966
  - Callionymus hildae Fricke, 1981
  - Callionymus hindsii Richardson, 1844
  - Callionymus huguenini Bleeker, 1858
  - Callionymus io Fricke, 1983
  - Callionymus izuensis Fricke & Zaiser Brownell, 1993
  - Callionymus japonicus Houttuyn, 1782
  - Callionymus kailolae Fricke, 2000
  - Callionymus keeleyi Fowler, 1941
  - Callionymus koreanus (Nakabo, Jeon & Li, 1987)
  - Callionymus kotthausi Fricke, 1981
  - Callionymus leucobranchialis Fowler, 1941
  - Callionymus leucopoecilus Fricke & Lee, 1993
  - Callionymus limiceps Ogilby, 1908
  - Callionymus luridus Fricke, 1981
  - Gestreifter Leierfisch (Callionymus lyra) Linnaeus, 1758
  - Callionymus macclesfieldensis Fricke, 1983
  - Callionymus macdonaldi Ogilby, 1911
  - Gefleckter Leierfisch (Callionymus maculatus) Rafinesque, 1810
  - Callionymus madangensis Fricke, 2014
  - Callionymus margaretae Regan, 1905
  - Callionymus marleyi Regan, 1919
  - Callionymus marquesensis Fricke, 1989
  - Callionymus martinae Fricke, 1981
  - Callionymus mascarenus Fricke, 1983
  - Callionymus megastomus Fricke, 1982
  - Callionymus melanotopterus Bleeker, 1851
  - Callionymus meridionalis Suwardji, 1965
  - Callionymus moretonensis Johnson, 1971
  - Callionymus mortenseni Suwardji, 1965
  - Callionymus muscatensis Regan, 1905
  - Callionymus neptunius (Seale, 1910)
  - Callionymus obscurus Fricke, 1989
  - Callionymus ochiaii Fricke, 1981
  - Callionymus octostigmatus Fricke, 1981
  - Callionymus ogilbyi Fricke, 2002
  - Callionymus omanensis Fricke et al., 2014
  - Callionymus oxycephalus Fricke, 1980
  - Callionymus persicus Regan, 1905
  - Callionymus petersi Fricke, 2016
  - Callionymus planus Ochiai, 1955
  - Callionymus platycephalus Fricke, 1983
  - Callionymus pleurostictus Fricke, 1982
  - Callionymus profundus Fricke & Golani, 2013
  - Callionymus pusillus Delaroche, 1809
  - Callionymus regani Nakabo, 1979
  - Ornament-Leierfisch (Callionymus reticulatus) Valenciennes, 1837
  - Callionymus richardsonii (Bleeker, 1854)
  - Callionymus risso Lesueur, 1814
  - Callionymus rivatoni Fricke, 1993
  - Callionymus russelli Johnson, 1976
  - Callionymus sagitta Pallas, 1770
  - Callionymus sanctaehelenae Fricke, 1983
  - Callionymus scaber McCulloch, 1926
  - Callionymus scabriceps Fowler, 1941
  - Callionymus schaapii Bleeker, 1852
  - Callionymus semeiophor Fricke, 1983
  - Callionymus sereti Fricke, 1998
  - Callionymus simplicicornis Valenciennes, 1837
  - Callionymus sphinx Fricke & Heckele, 1984
  - Callionymus spiniceps Regan, 1908
  - Callionymus stigmatopareius Fricke, 1981
  - Callionymus sublaevis McCulloch, 1926
  - Callionymus superbus Fricke, 1983
  - Callionymus tenuis Fricke, 1981
  - Callionymus tethys Fricke, 1993
  - Callionymus umbrithorax Fowler, 1941
  - Callionymus valenciennei Temminck & Schlegel, 1845
  - Callionymus variegatus Temminck & Schlegel, 1845
  - Callionymus virgis Jordan & Fowler, 1903
  - Callionymus whiteheadi Fricke, 1981
  - Callionymus zythros Fricke,
- Gattung CalliurichthysCalliurichthys izuensisCalliurichthys japonicus

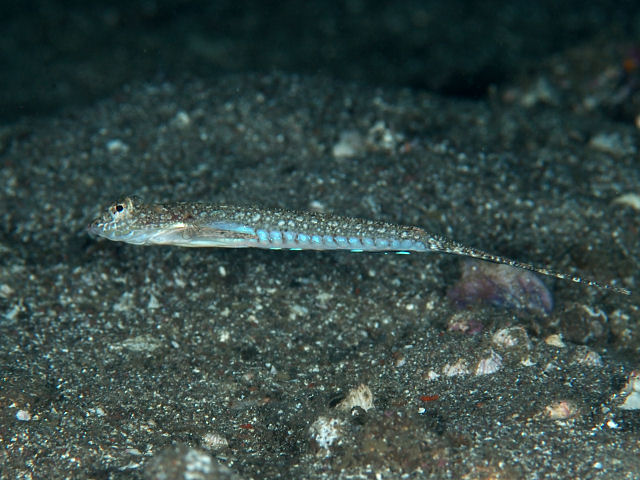
Calliurichthys izuensis

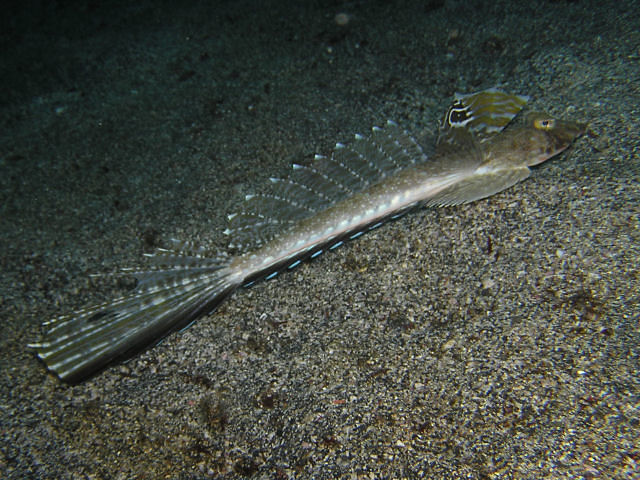
Calliurichthys japonicus

  - Calliurichthys izuensis Fricke & Zaiser Brownell, 1993
  - Calliurichthys scaber McCulloch, 1926
- Gattung Dactylopus Gill, 1859Dactylopus dactylopus

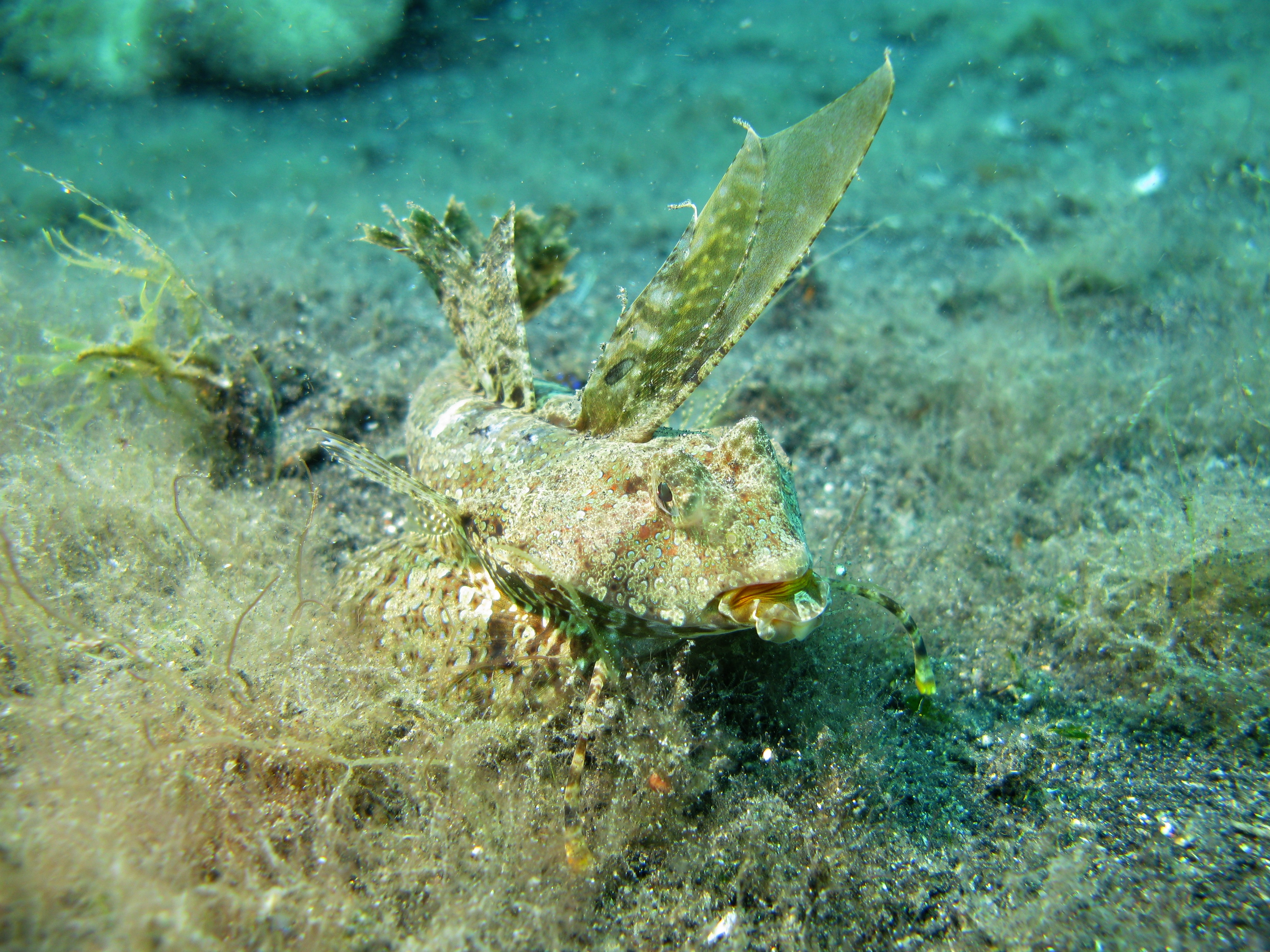
Dactylopus dactylopus

  - Dactylopus dactylopus (Valenciennes, 1837)
  - Dactylopus kuiteri Fricke, 1992
- Gattung Diplogrammus Gill, 1865Diplogrammus xenicus

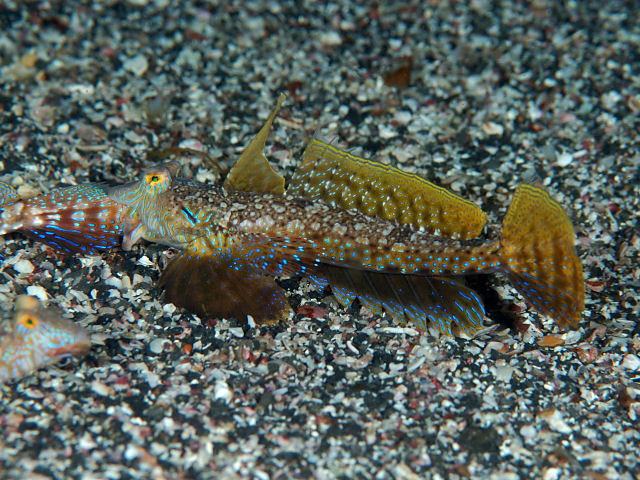
Diplogrammus xenicus

  - Diplogrammus goramensis Bleeker, 1858
  - Diplogrammus gruveli Smith, 1963
  - Diplogrammus infulatus Smith, 1963
  - Diplogrammus pauciradiatus (Gill, 1865)
  - Diplogrammus paucispinis Fricke et al., 2014
  - Diplogrammus pygmaeus Fricke, 1981
  - Diplogrammus randalli Fricke, 1983
  - Diplogrammus xenicus (Jordan & Thompson, 1914)
- Gattung Draculo Snyder, 1911
  - Draculo celetus (Smith, 1963)
  - Draculo maugei (Smith, 1966)
  - Draculo pogognathus (Gosline, 1959)
  - Draculo shango (Davis & Robins, 1966)
- Gattung Eleutherochir Bleeker, 1879
  - Eleutherochir mirabilis (Snyder, 1911)
  - Eleutherochir opercularis (Valenciennes, 1837)
- Gattung Eocallionymus Nakabo, 1982
  - Eocallionymus papilio (Günther, 1864)
- Gattung Foetorepus Whitley, 1931Foetorepus agassizii

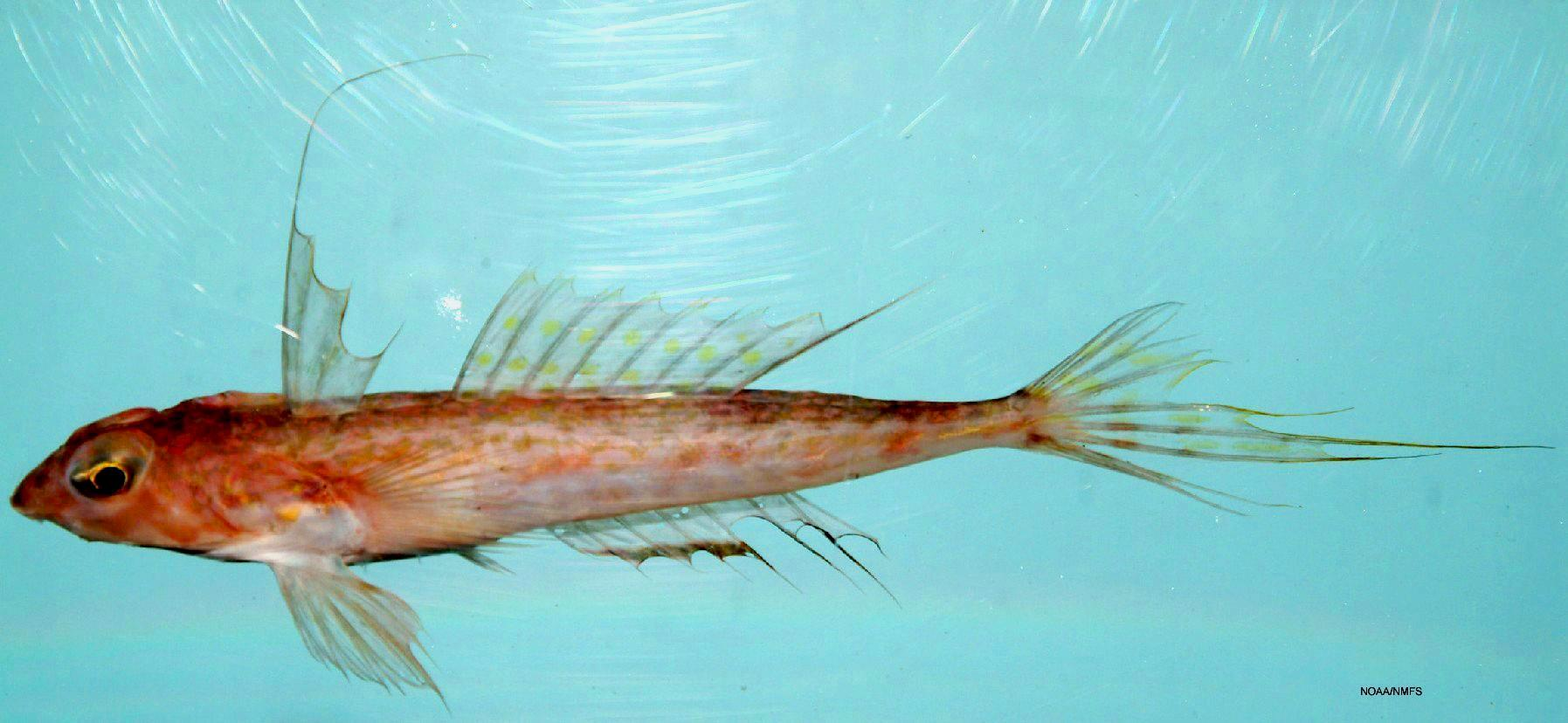
Foetorepus agassizii

  - Foetorepus agassizii (Goode & Bean, 1888)
  - Foetorepus australis Nakabo & McKay, 1989
  - Foetorepus calauropomus (Richardson, 1844)
  - Foetorepus dagmarae (Fricke, 1985)
  - Foetorepus delandi Fowler, 1943
  - Foetorepus garthi (Seale, 1940)
  - Foetorepus goodenbeani Nakabo & Hartel, 1999
  - Foetorepus kamoharai Nakabo, 1983
  - Foetorepus kanmuensis Nakabo, Yamamoto & Chen, 1983
  - Foetorepus kinmeiensis Nakabo, Yamamoto & Chen, 1983
  - Foetorepus masudai Nakabo, 1987
  - Foetorepus paxtoni (Fricke, 2000)
  - Foetorepus phasis (Günther, 1880)
  - Foetorepus talarae (Hildebrand & Barton, 1949)
  - Foetorepus valdiviae (Trunov, 1981)
- Gattung NeosynchiropusNeosynchiropus sp.Augenfleck-Leierfisch (Neosynchiropus ocellatus)

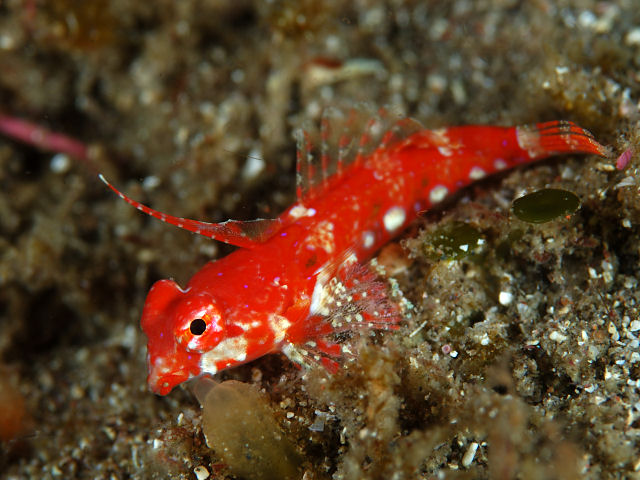
Neosynchiropus sp.

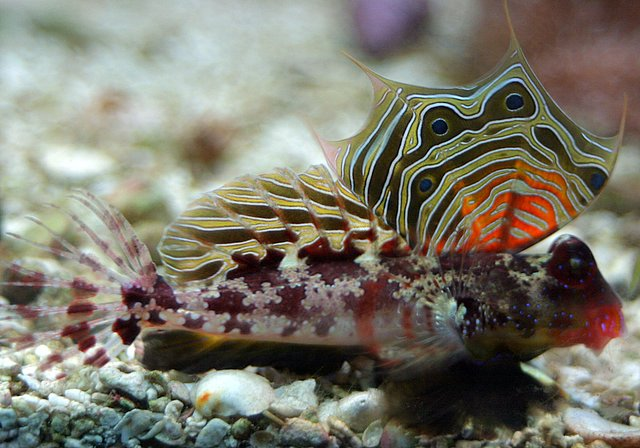
Augenfleck-Leierfisch (Neosynchiropus ocellatus)

  - Neosynchiropus ijimae (Jordan & Thompson, 1914)
  - Augenfleck-Leierfisch (Neosynchiropus ocellatus (Pallas, 1770))
- Gattung Orbonymus Whitley, 1947
  - Orbonymus rameus (McCulloch, 1926)
- Gattung Paracallionymus Barnard, 1927
  - Paracallionymus costatus (Boulenger, 1898)
- Gattung Paradiplogrammus Nakabo, 1982Paradiplogrammus bairdi

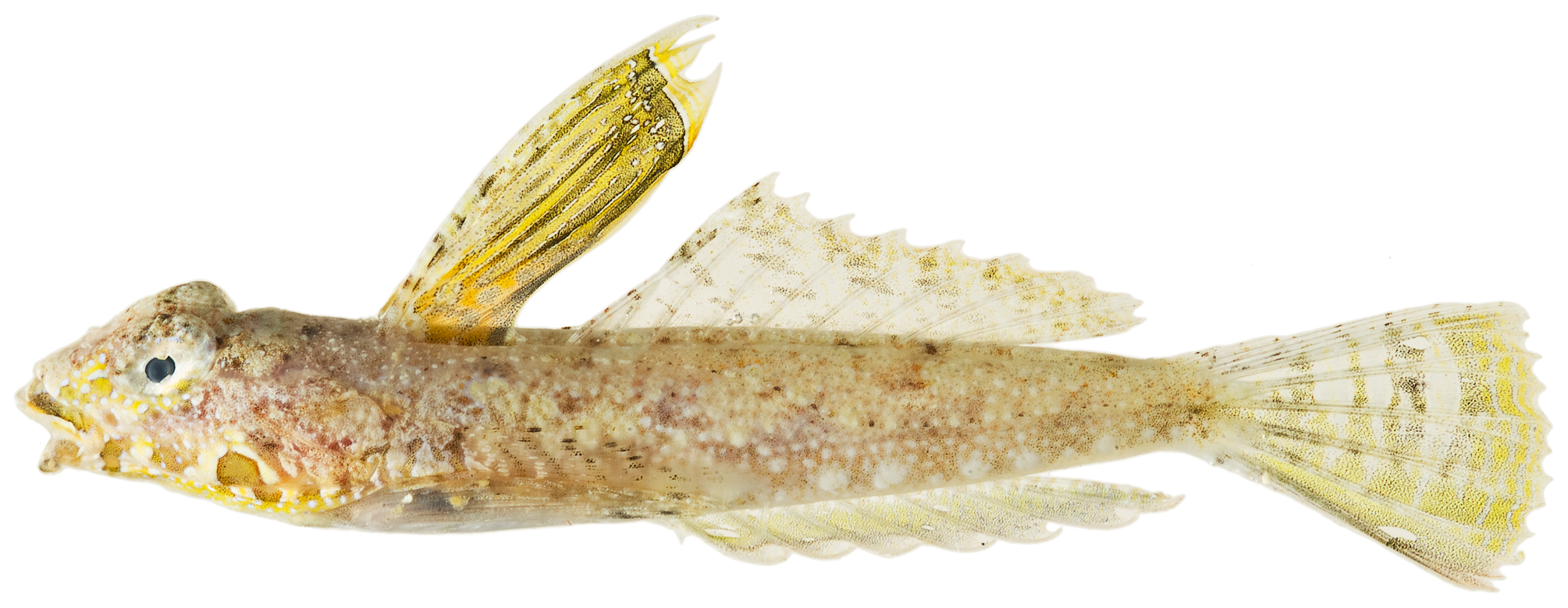
Paradiplogrammus bairdi

  - Paradiplogrammus corallinus Gilbert, 1905
  - Paradiplogrammus curvispinis (Fricke & Zaiser Brownell, 1993)
  - Paradiplogrammus parvus Nakabo, 1984
- Gattung Protogrammus Fricke, 1985
  - Protogrammus alboranensis Farias et al., 2016
  - Protogrammus antipodus Fricke, 2006
  - Protogrammus sousai (Maul, 1972)
- Gattung Pseudocalliurichthys Nakabo, 1982
  - Pseudocalliurichthys brevianalis (Fricke, 1983)
  - Pseudocalliurichthys ikedai Nakabo, Senou & Aizawa, 1998
- Gattung Pterosynchiropus Nakabo, 1982
  - Pterosynchiropus occidentalis (Fricke, 1983)
- Gattung Repomucenus Whitley, 1931Repomucenus beniteguriRepomucenus huguenini

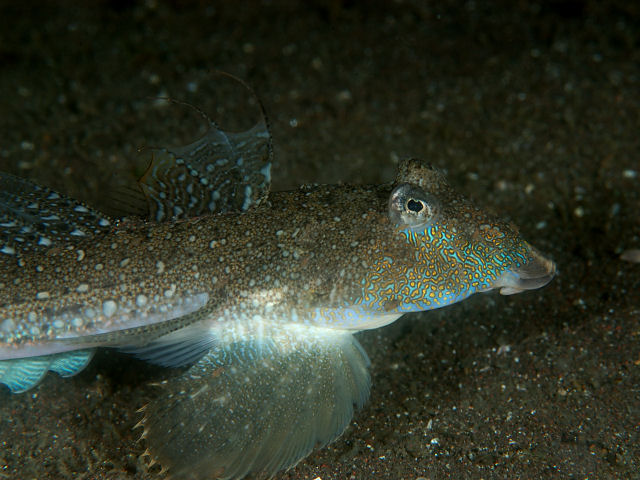
Repomucenus beniteguri

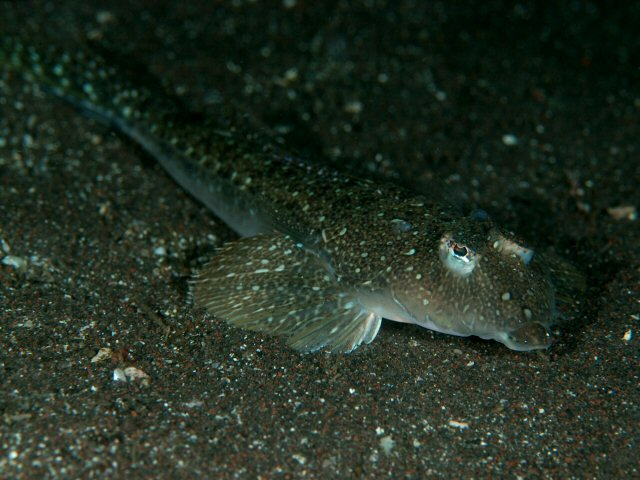
Repomucenus huguenini

  - Repomucenus calcaratus (Macleay, 1881)
  - Repomucenus lunatus (Temminck & Schlegel, 1845)
  - Repomucenus macdonaldi (Ogilby, 1911)
  - Repomucenus olidus (Günther, 1873)
  - Repomucenus ornatipinnis (Regan, 1905)
- Gattung Synchiropus Gill, 1859Synchiropus kiyoaeMandarin-Leierfisch (Synchiropus splendidus)LSD-Leierfisch (Synchiropus picturatus)

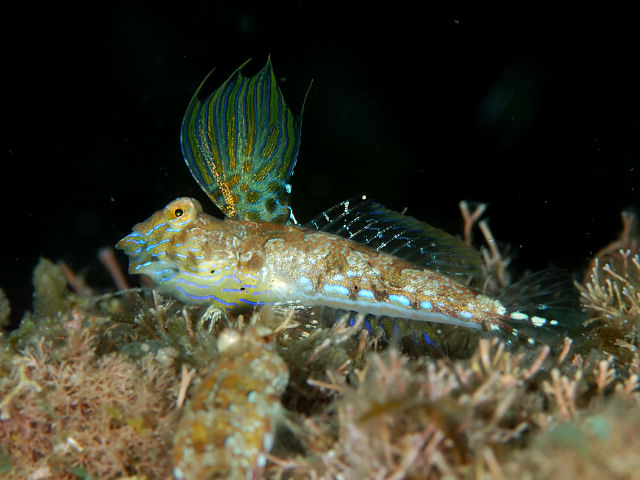
Synchiropus kiyoae

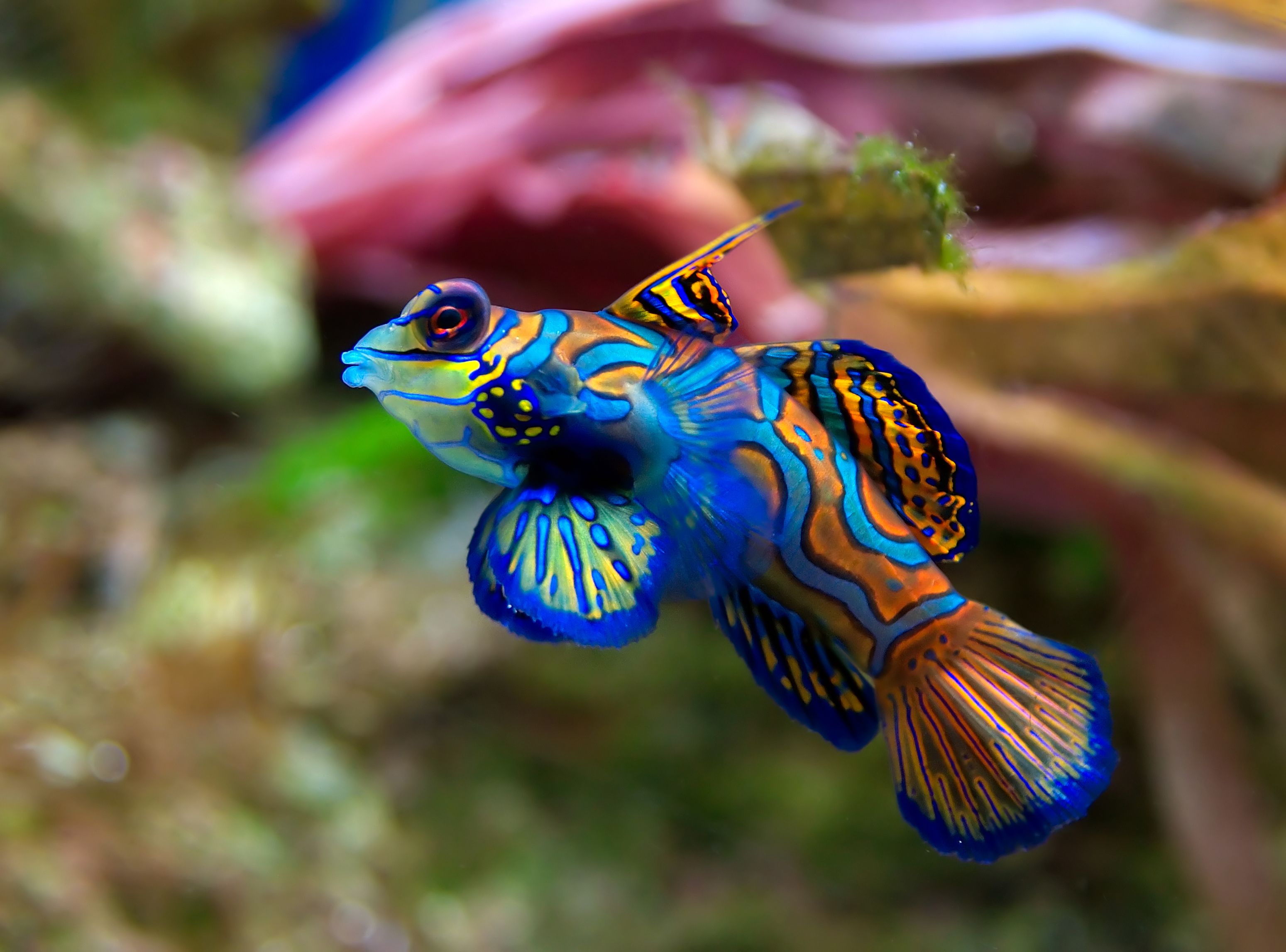
Mandarin-Leierfisch (Synchiropus splendidus)

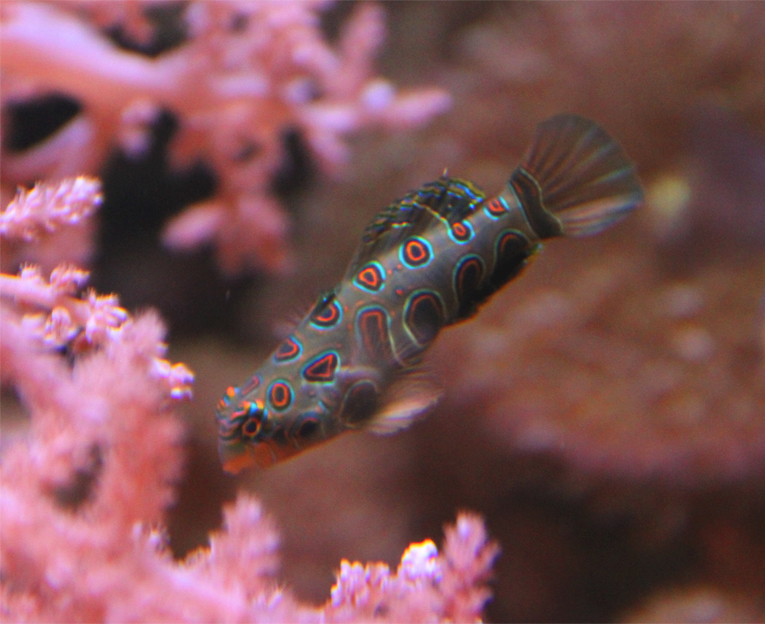
LSD-Leierfisch (Synchiropus picturatus)

  - Synchiropus altivelis (Temminck & Schlegel, 1845)
  - Synchiropus atrilabiatus (Garman, 1899)
  - Synchiropus bartelsi Fricke, 1981
  - Synchiropus circularis Fricke, 1984
  - Synchiropus claudiae Fricke, 1990
  - Synchiropus grandoculis Fricke, 2000
  - Synchiropus grinnelli Fowler, 1941
  - Synchiropus hawaiiensis Fricke, 2000
  - Synchiropus ijimae Jordan & Thompson, 1914
  - Synchiropus kiyoae Fricke & Zaiser, 1983
  - Synchiropus laddi Schultz, 1960
  - Synchiropus lateralis Richardson, 1844
  - Synchiropus lineolatus (Valenciennes, 1837)
  - Synchiropus marmoratus Peters, 1855
  - Synchiropus minutulus Fricke, 1981
  - Synchiropus monacanthus Smith, 1935
  - Synchiropus morrisoni Schultz, 1960
  - Synchiropus moyeri Zaiser & Fricke, 1985
  - Synchiropus novaecaledoniae Fricke, 1993
  - Synchiropus novaehiberniensis Fricke, 2016
  - Synchiropus occidentalis Fricke, 1983
  - Synchiropus orientalis Bloch & Schneider, 1801
  - Synchiropus orstom Fricke, 2000
  - Synchiropus phaeton (Günther, 1861)
  - LSD-Leierfisch (Synchiropus picturatus) (Peters, 1877)
  - Synchiropus postulus Smith, 1963
  - Synchiropus rameus McCulloch, 1926
  - Synchiropus randalli Clark & Fricke, 1985
  - Synchiropus richeri Fricke, 2000
  - Synchiropus rosulentus Randall, 1999
  - Synchiropus rubrovinctus (Gilbert, 1905)
  - Synchiropus sechellensis Regan, 1908
  - Synchiropus signipinnis Fricke, 2000
  - Mandarin-Leierfisch (Synchiropus splendidus) (Herre, 1927)
  - Synchiropus springeri Fricke, 1983
  - Stern-Leierfisch (Synchiropus stellatus) Smith, 1963
  - Synchiropus sycorax Tea & Gill, 2016
  - Synchiropus zamboangana Seale, 1910
- Gattung Tonlesapia Motomura & Mukai, 2006
  - Tonlesapia amnica Ng & Rainboth, 2011
  - Tonlesapia tsukawakii Motomura & Mukai, 2006

## Aquarienhaltung
Einige Leierfisch-Arten sind beliebte Zierfische und zeigen auch im Meerwasseraquarium ein interessantes Balzverhalten. Die beiden buntesten Arten sind die im Riff vorkommenden Mandarin-Leierfische (Synchiropus splendidus) und die LSD-Leierfische (Synchiropus picturatus). Beide Arten wurden schon im Aquarium nachgezüchtet. Die eher an Sand gebundenen, und nicht so auffällig gefärbten Stern-Leierfische (Synchiropus stellatus) und Augenfleck-Leierfische (Synchiropus ocellatus) werden ebenfalls öfter angeboten. Andere Leierfische sind nur sehr selten in Meerwasseraquarien zu sehen.
Leierfische sind nicht leicht zu halten, da sie ständig fressen müssen und ihnen ein kleines Aquarium oft nicht das notwendige Lebendfutter bietet.